# 川洞河
川洞河，也作穿洞河，位于中国广西壮族自治区西北部，是西江红水河段左岸支流，发源于南丹县六寨镇银寨村麻孔屯东北800米，在南丹县境内也称八贯河，东南流进入天峨县后称川洞河，至坡结乡后称纳益河，至百友渡注入红水河。干流长76.7千米，平均比降7.51‰，流域面积664平方千米。